# Кубок Ізраїлю з футболу 2022—2023
Кубок Ізраїлю з футболу 2022–2023 — 84-й розіграш кубкового футбольного турніру в Ізраїлі. Титул здобув Бейтар Єрусалим.

## Регламент
Кубкова стадія складається з двох раундів: регіонального та національного, саме в національному раунді з 1/16 фіналу стартують клуби Прем'єр-ліги. Переможець кубку отримує путівку до Другого кваліфікаційного раунду Ліги конференцій УЄФА 2023—24, якщо не потрапить до інших єврокубків через чемпіонат Ізраїлю.

## 1/16 фіналу
| Господарі                    | Рахунок      | Гості                   |
| ---------------------------- | ------------ | ----------------------- |
| 11 грудня 2022               |              |                         |
| Бейтар Єрусалим (1)          | 4:0          | Кафр-Касем (2)          |
| Хапоель Ашдод (2)            | 1–2          | Іроні Тверія (2)        |
| Хапоель Хадера (1)           | 1–3          | Хапоель Кфар-Сава (2)   |
| Іроні Кір'ят-Шмона (1)       | 1–1 пен. 3:4 | Маккабі Нетанья (1)     |
| Хапоель Умм-ель-Фахм (2)     | 2–3          | Маккабі Тель-Авів (1)   |
| 12 грудня 2022               |              |                         |
| Хапоель Калансуа (3)         | 0–3          | Бней Сахнін (1)         |
| Іхуд-Бней-Шфарам (3)         | 4–4 пен. 2:4 | Хапоель Хайфа (1)       |
| Тіра (3)                     | 2–3 дч       | Хапоель Петах-Тіква (2) |
| Ашдод (1)                    | 2–1          | Хапоель Беер-Шева (1)   |
| Хапоель Акко (2)             | 2–3          | Секція Нес-Ціона (1)    |
| Хапоель Єрусалим (1)         | 0–1          | Маккабі Петах-Тіква (2) |
| Хапоель (Рамат-ха-Шарон) (2) | 2–0          | Хапоель Холон (3)       |
| Хапоель Рішон-ле-Ціон (2)    | 0–3          | Маккабі Бней Рейне (1)  |
| Маккабі Ахі Назарет (2)      | 5–1          | Цофі Хайфа (5)          |
| Хапоель (Афула) (2)          | 1–0          | Хапоель Тель-Авів (1)   |
| Хапоель Ноф-га-Галіль (2)    | 0–1          | Маккабі Хайфа (1)       |

## 1/8 фіналу
| Команда 1                    | Рахунок      | Команда 2               |
| ---------------------------- | ------------ | ----------------------- |
| 3 січня 2023                 |              |                         |
| Хапоель (Рамат-ха-Шарон) (2) | 0–1          | Ашдод (1)               |
| Маккабі Ахі Назарет (2)      | 0–1          | Маккабі Нетанья (1)     |
| Маккабі Тель-Авів (1)        | 5–0          | Бней Сахнін (1)         |
| Бейтар Єрусалим (1)          | 1–1 пен. 7:6 | Іроні Тверія (2)        |
| 4 січня 2023                 |              |                         |
| Секція Нес-Ціона (1)         | 1–2          | Маккабі Петах-Тіква (2) |
| Маккабі Бней Рейне (1)       | 0–2          | Хапоель Петах-Тіква (2) |
| Маккабі Хайфа (1)            | 5–1          | Хапоель Хайфа (1)       |
| 5 січня 2023                 |              |                         |
| Хапоель (Афула) (2)          | 3–0          | Хапоель Кфар-Сава (2)   |

## 1/4 фіналу
Чвертьфінали складаються з двох матчів, жеребкування пар відбулось 5 січня 2023 року.
| Команда 1               | Заг. | Команда 2               | 1-й матч | 2-й матч |
| ----------------------- | ---- | ----------------------- | -------- | -------- |
| Маккабі Тель-Авів (1)   | 6–1  | Маккабі Петах-Тіква (2) | 4–0      | 2–1      |
| Хапоель (Афула) (2)     | 2–5  | Бейтар Єрусалим (1)     | 0–4      | 2–1      |
| Хапоель Петах-Тіква (2) | 3–5  | Ашдод (1)               | 1–1      | 2–4      |
| Маккабі Нетанья (1)     | 4–3  | Маккабі Хайфа (1)       | 2–2      | 2–1 дч   |

## 1/2 фіналу
| Команда 1           | Рахунок | Команда 2             |
| ------------------- | ------- | --------------------- |
| 2 травня 2023       |         |                       |
| Ашдод (1)           | 1–3     | Маккабі Нетанья (1)   |
| 3 травня 2023       |         |                       |
| Бейтар Єрусалим (1) | 3–1     | Маккабі Тель-Авів (1) |

## Фінал
| Команда 1           | Рахунок | Команда 2           |
| ------------------- | ------- | ------------------- |
| 23 травня 2023      |         |                     |
| Бейтар Єрусалим (1) | 3–0     | Маккабі Нетанья (1) |